# Церковь Богоявления Господня (Верея)
Церковь Богоявления Господня — православный храм Наро-Фоминского благочиния Московской епархии, расположенный в городе Верея Наро-Фоминского района Московской области.

## История
Церковь Косьмы и Дамиана в Заречье близ Вереи существовала издревле, но была уничтожена в Смутное время и восстановлена только в конце XVII века.
В 1777 году обветшавшая деревянная церковь была разобрана и на её месте, на средства верейского купца М. Е. Седельникова, была заложена кирпичная, в честь Богоявления с приделом бессребреников Косьмы и Дамиана. В 1781 году церковь была освящена, в 1782 году Седельниковым было получено благословение на строительство колокольни, освященной в 1786 году. В архитектурном отношении — образец церковного зодчества последней четверти XVIII века в стиле барокко — бесстолпный храм типа «восьмерик на четверике» с ярко выраженной ярусной композицией. Основное здание связано с трёхъярусной шатровой колокольней небольшой низкой трапезной, в которой размещался Космодамианский придел.
Закрыта в конце 1930-х годов, использовалась под продуктовый магазин.
Постановлением Совета Министров РСФСР № 1327, прил. 2 от 30 августа 1960 года церковь признана памятником архитектуры регионального значения, реставрационные работы проводились в 1967—1969 годах.
В июле 2004 года храм передан Церкви и зарегистрирована православная религиозная организация прихода.